# 宮城県塩釜高等学校
宮城県塩釜高等学校（みやぎけん しおがまこうとうがっこう）は、宮城県塩竈市泉ヶ岡にある県立高等学校。
本項では便宜上、2010年3月をもって宮城県塩釜女子高等学校と統合された、旧・塩釜高等学校（男子校）についても述べる。なお、通称として「ガマコウ」の名で呼ばれるが、在校生やOBは「シオコウ」と呼ぶこともある。

## 設置学科
- 全日制
  - 普通科
  - ビジネス科

男子校である旧・塩釜高校には商業科が設置されていたが、共学となった新・塩釜高校では、旧高校から継承した商業科に代わり、統合校へ入学した生徒からビジネス科に改組されている。

## 部活動
- 運動部
  - 硬式野球部、軟式野球部、サッカー部、ボート部、ハンドボール部、剣道部、バレーボール部、卓球部、ソフトテニス部、陸上競技部、山岳部、バスケットボール部、柔道部、ソフトボール部、バドミントン部、水泳部、少林寺拳法部、弓道部、ヨット部
- 文化部
  - 放送部、新聞部、吹奏楽部、合唱部、音楽部、マンドリン部、琴部、ダンス部、科学部、美術部、書道部、写真部、演劇部、棋道部、簿記競技部、パソコン部、茶道部、華道部、文芸部、手芸部、インターアクト同好会

## アクセス
- JR東北本線塩釜駅下車
- JR仙石線西塩釜駅下車

## 沿革

### 旧・塩釜高等学校
- 1943年（昭和18年）4月1日 - 宮城県塩竈中学校（塩竈市立）として開校。
- 1948年（昭和23年） - 宮城県塩釜高等学校に改名。
- 1970年（昭和45年） - 県に移管される。

### 新・塩釜高等学校
- 2010年（平成22年） - 宮城県塩釜女子高等学校と統合し、新たに共学制の宮城県塩釜高等学校として開校。旧塩釜高と旧塩釜女子高の両校舎がそのまま継承され、それぞれ、西キャンパス（旧塩釜高）・東キャンパス（旧塩釜女子高）となった。

## 著名な出身者

### 旧・塩釜高等学校
- 西脇久夫（ボニージャックス）
- 若生和也（元中日ドラゴンズ選手・1967年ドラフト3位指名）
- 太田敏之（元阪急ブレーブス選手・1981年ドラフト2位指名）
- 遠藤康（サッカー選手：ベガルタ仙台）
- 奥山泰裕（サッカー選手：Cobaltore女川）
- 佐々木勇人（元サッカー選手）
- 永峯良（ローカルタレント）
- 今野一輝（僕らの別荘）

### 旧・塩釜女子高等学校
- 佐藤渚（元TBSアナウンサー・元アイドル）

### 新・塩釜高等学校
- 立花萌香 (アイドル、YouTuber)

## 進路
- 旧塩釜高校には商業科が設置されていたこともあり、卒業生の1/3は就職する。また、進学は国公立大より、私立大進学の割合が高い。

## 統合・共学化問題
旧塩釜高校と宮城県塩釜女子高等学校は2010年に統合され、新たに共学校としての宮城県塩釜高等学校となったが、統合・共学化に対してはいまだに反対意見が多い。
新・塩釜高校では、普通科とビジネス科が設置され、東キャンパスと西キャンパスの2キャンパス制となり、当面は主に1、2年次が東キャンパス、主に3年次以降が西キャンパスへ通学する形となる。

## 学校行事
一般公開されている塩高祭という名の文化祭は毎年9月に行われていて体育館ではダンス部や吹奏楽部、音楽部といった部活が中心となりライブを行っている。